# Súľovské skály
Súľovské skály (slovensky Súľovské skaly) jsou národní přírodní rezervace na Slovensku, která se rozkládá na území jednoho ze tří geomorfologických podcelků Súľovských vrchů jižně od města Bytča v katastrálních územích obcí Predmier, Súľov-Hradná, Bytča, Jablonové v okrese Bytča a Paština Závada v okrese Žilina. Súľovské skály jsou součástí chráněné krajinné oblasti Strážovské vrchy.
Súľovské skály jsou jediné skalní město na Slovensku, tvořené slepenci. Na relativně malém území přírodní rezervace se nacházejí nejrůznější geomorfologické tvary - skalní věže, skalní jehly, jeskyně, skalní okna a brány, skalní hřiby či další skály často bizarních tvarů. Mezi známé útvary patří například Gotická brána nebo puklinová jeskyně Šarkania diera. V Súľovských skalách se nachází také zřícenina Súľovského hradu.

## Předmět ochrany
Předmětem ochrany je skalnatá soutěska s význačnými geomorfologickými tvary a výskytem vzácných druhů rostlin a živočichů. Skály jsou tvořené paleogenním slepencem, jehož vrstvy dosahují mocnosti až několik set metrů.

## Archeologická lokalita
Z jeskyně Šarkania diera pocházejí nejstarší nálezy v této oblasti, a to z pozdní doby kamenné. Nálezy z okraje Súľova jsou z mladší doby bronzové (kultury popelnicových polí), v Súľovských skalách byly nalezeny také předměty z doby římské (púchovská kultura) a z doby hradištní. Archeologickou lokalitou jsou též pozůstatky hradu Súľov z 15. století.

## Horolezectví
Súľovské skály jsou horolezeckou lokalitou. Lezecké cesty jsou v průměru dlouhé 15–40 metrů, jejich obtížnost se pohybuje v rozpětí od 4 až do 10 stupňů UIAA. Celoročně povolené věže jsou Tabuľa, Školská veža a Veža nad ohniskom. Sezónně povolené (od 1. července do 31. prosince) věže jsou Veterná, Sokolíky, Kozie diery, Podsvetie, Tisícročná.

## Přístup
Rezervace a podél jejích hranic vede několik turisticky značených cest a naučná stezka se šestnácti zastávkami.

## Fotogalerie

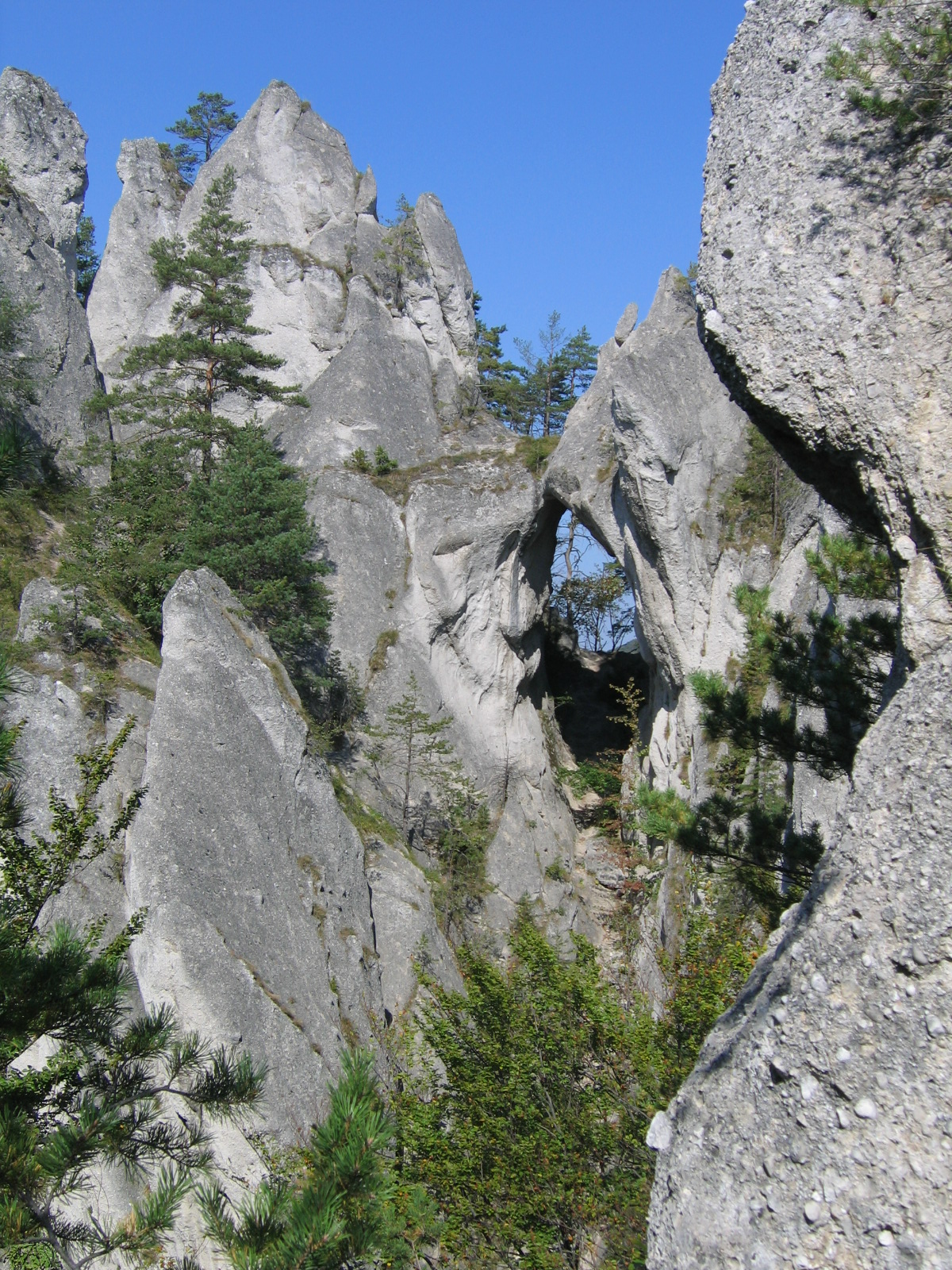
Gotická brána
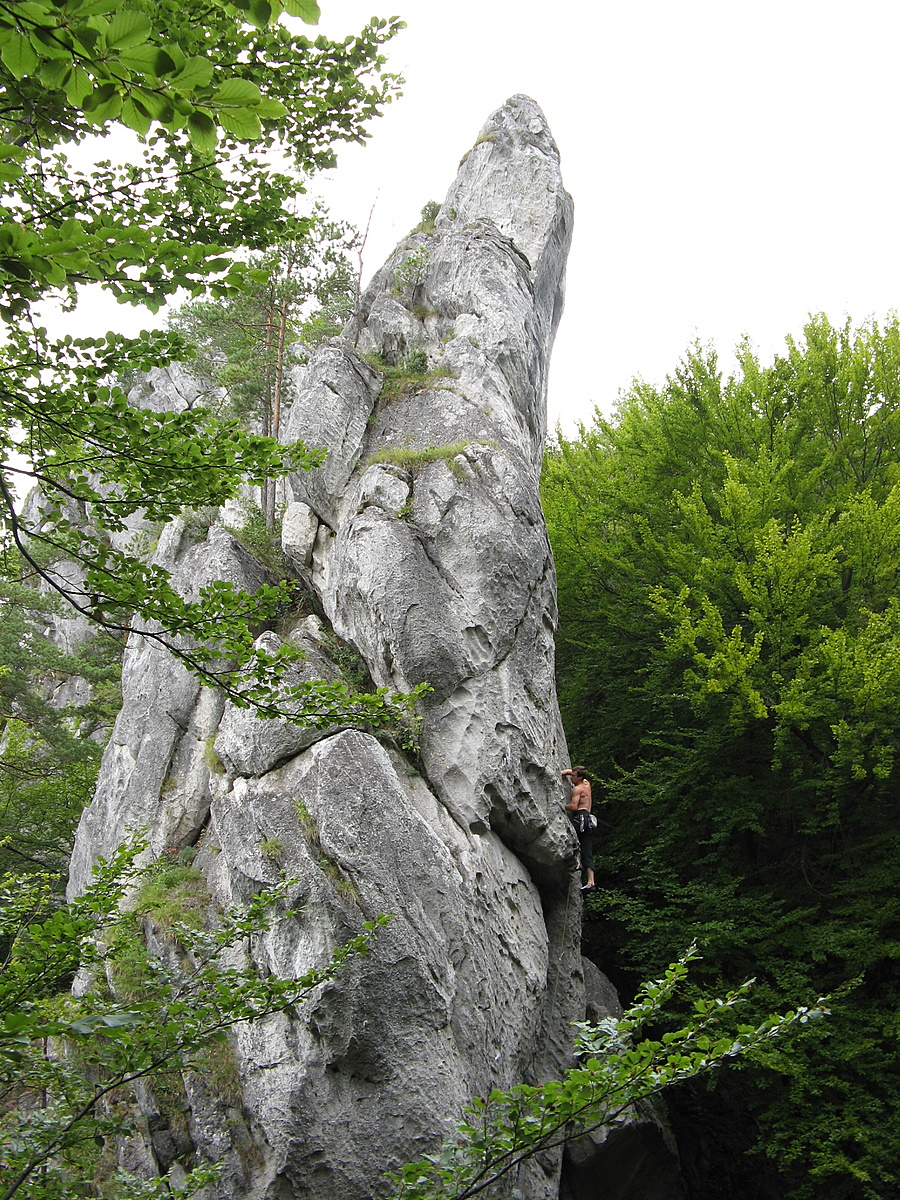
Horolezci ve skalách
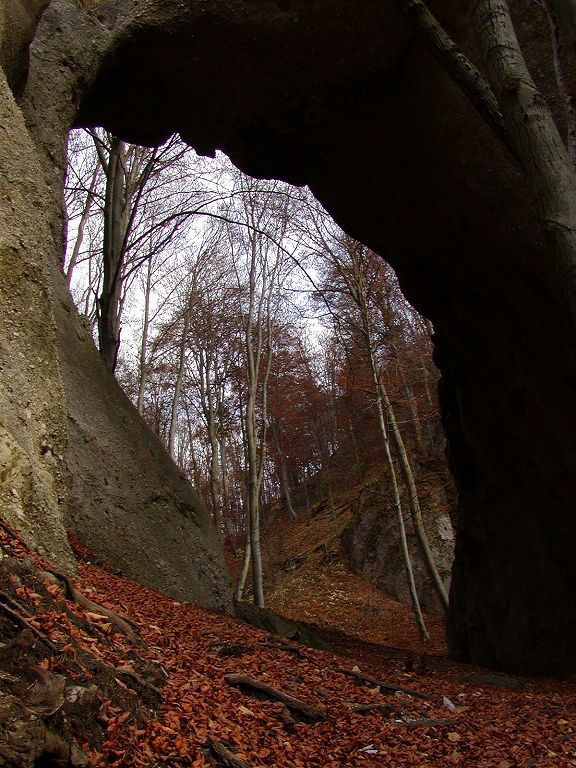
Obrovská brána
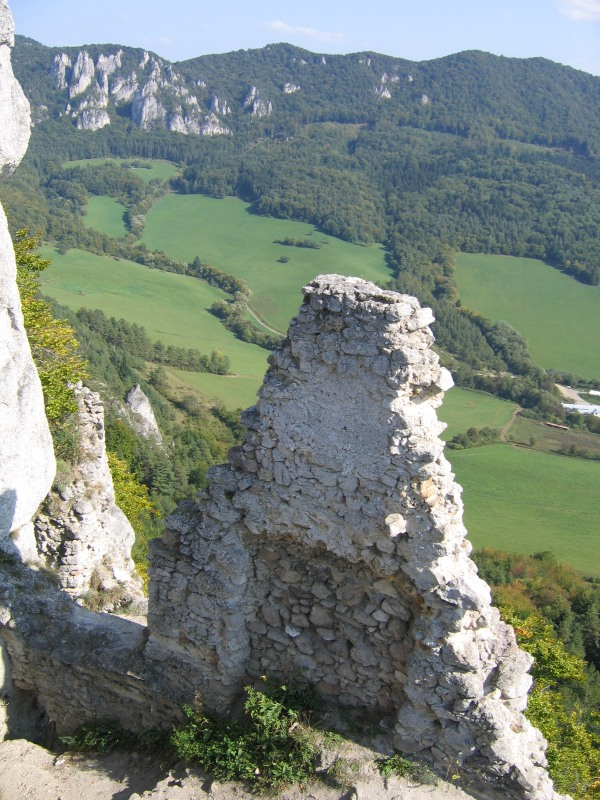
Súľovský hrad
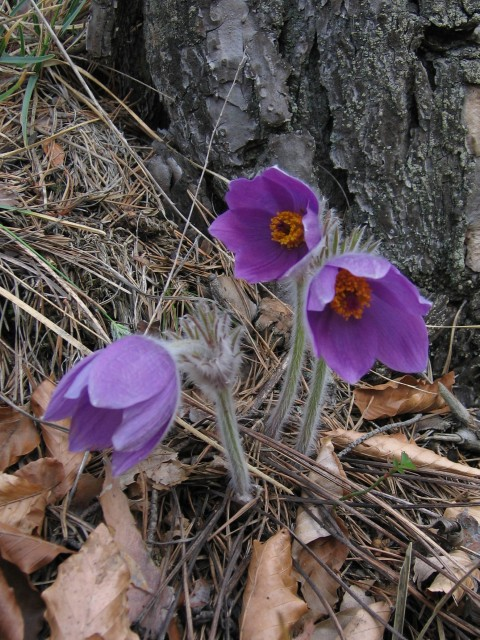
Koniklec prostřední